# United States Marine Corps Forces, Pacific

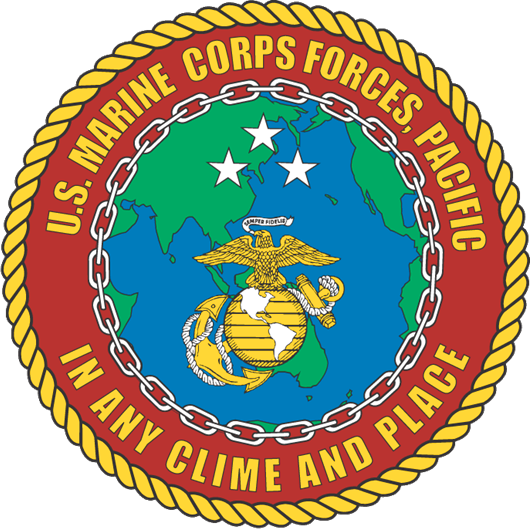
Sigill för Marine Corps Forces Pacific.

United States Marine Corps Forces, Pacific (förkortning: MARFORPAC) är försvarsgrenskomponenten från USA:s marinkår till det försvarsgrensövergripande United States Indo-Pacific Command. MARFORPAC är marinkårens största operativa förband och leds av en generallöjtnant och dess högkvarter är placerat vid Camp H.M. Smith på Hawaii. Beälhavaren för MARFORPAC tjänstgör även i rollen som befälhavande general för Fleet Marine Forces, Pacific. I fråga om marinkårens internadministration står befälhavaren under USA:s marinkårskommendant.
I MARFORPAC ingår I Marine Expeditionary Force (I MEF) baserad vid Camp Pendleton i södra Kalifornien samt III Marine Expeditionary Force (III MEF) som är baserat på Okinawa i Japan. 
I MEF och/eller III MEF kan tillfälligt överföras i sin helhet eller delvis (Marine Expeditionary Unit) till andra försvarsgrensövergripnande kommandon (och därmed dess marinkårskomponent) när USA:s försvarsminister så beslutar.